# Javier Audirac
Javier Audirac ist ein mexikanischer Filmregisseur, Drehbuchautor, Schauspieler und Dichter. Er ist ein Neffe des mexikanischen Malers und Bildhauers Fernando Leal und ein Cousin des Malers, Illustrators und Bildhauers Fernando Leal Audirac.
Seine historischen Dokumentarfilme entstanden überwiegend im Auftrag der Universidad Nacional Autónoma de México (UNAM).

## Filme
- 1970: Historia de un libro („Geschichte eines Buches“), UNAM, Drehbuch und Regie
- 1970: Convento del Carmen Sieglo XVII (Carmen-Kloster 17. Jhd.), UNAM, Drehbuch und Regie
- 1972: Oaxaca de Juárez, UNAM, Drehbuch und Regie
- 1983: Fernando Leal, Regie
- 1989: Ramón Alva de la Canal, Regie
- 1991: Fermín Revueltas o El color, Drehbuch und Regie
- 1995: 60 años de la imprenta universitaria, UNAM, Drehbuch und Regie

## Bücher
- 1982: Poemas, ISBN 978-968-5802-75-8
- 1984: Los desposeídos, Gedichte von Javier Audirac mit Illustrationen von José Luis Cuevas, ISBN 978-968-16-1690-8
- 1992: Los espacios prohibidos, ISBN 978-968-36-2524-3